# Wareham (Massachusetts)
Wareham – miasto w Stanach Zjednoczonych, w stanie Massachusetts, w hrabstwie Plymouth.